# マルチ商法
マルチ商法（マルチしょうほう）あるいはネットワークビジネスは、会員が新規会員を誘い、その新規会員が更に別の会員を勧誘する連鎖により、階層組織を形成・拡大する販売形態である。英語では"Multi-level marketing"（マルチ、マルチレベルマーケティング、MLM）あるいは"network marketing"（ネットワークマーケティング）と呼ばれる。個人を販売者として勧誘し、さらにその個人に次の販売員の勧誘をさせるという形で、連鎖的に販売組織を拡大してゆく。紹介や口コミで販売者のネットワークを構築し、会社の流通チェーンを拡大することに重点が置かれている。
マルチ商法は従来のネズミ講のバリエーションとして、一部の法域で違法扱いまたは規制されてきた。日本では特定商取引法で連鎖販売取引として規制されている。
商法であると同時に、ポジティブシンキングを組織的に学んで自己変革をする運動でもあり、仲間づくりの仕組みでもある。ビジネスや人生で実践することでセラピー的プロセスが生まれ、宗教的要素もあると考えられている。

## 概説
「マルチレベル・マーケティング」と称される商形態の起源は諸説あるものの、いずれもアメリカで始まったという点では一致している。1868年に創業したホームプロダクツ業者のJ・R・ワトキンスは代理店を通じて製品を販売する一方で代理店が別の業者を代理店としてスカウトした場合に報酬を支払う商法を採用し、マルチ商法の原型を生んだと言われている。その後1890年にはカリフォルニア香水社（現エイボン・プロダクツ）・1934年にはカリフォルニア・ビタミン（その後ニュートリライトに改称し現在はアムウェイ傘下）が創業し、同様の販売手法を採用した。
日本には1970年代にアメリカのホリディマジックが進出したころから始まったと言われている。マルチ商法は、Multi-Level Marketingの日本語訳として定着し使用されていた。当時この商形態を規制する法律がなく、取引や勧誘に際しての問題や事件が発生し社会問題となったことから、1976年に制定された「訪問販売等に関する法律」において「連鎖販売取引」として定義され、要件に該当するものは勧誘などの行為が法規制の対象となった。「訪問販売等に関する法律」は2000年に「特定商取引に関する法律（特定商取引法、以下・特商法）」に改称され、以降数度の法改正を重ねて現在に至っている。 
2001年までは特定負担金の額（2万円以上）など連鎖販売取引の定義条件に当てはまらないものが「マルチまがい商法」と呼ばれていた。当時の大手を含めた多くのマルチ商法企業は、規制逃れを目的に特定負担金を連鎖販売取引の定義条件以下（2万円未満）に設定していたため、連鎖販売を主宰する企業のほとんどがマルチまがい商法という状況であった。そのため、2001年6月1日の法改正にて、連鎖販売取引の定義から特定負担金の条件がなくなり、規制逃れをしていた企業もすべて連鎖販売取引（マルチ商法）に区分されることになった。
マルチ商法の勧誘の手法は、カルトが使うマインド・コントロールに結びつけて論じられ「経済カルト」と呼ばれることもある。三菱総合研究所と大学生協はマルチ商法を大学生活で注意すべき50の危険の内の1つに数え、大学生に向けて注意喚起を行っている。

### マルチ商法の形態
ピラミッド型のヒエラルキーを形成することや、新たな参加者の勧誘などの販売展開の方法がねずみ講と類似している。マルチ商法の形態は多種多様である。
- 加盟者が新規加盟者を誘い、その加盟者がさらに別の加盟者を誘引するという連鎖が行われる。階層組織を拡大させるタイプもあれば、中央に集中する形のものもある。また「加入者に上限を定めている」と謳う場合もあるが、現実離れした上限設定である場合も多い。末期には勧誘を停止させ、購入での貢献を会員に求める形に形態を変化させる場合や、下部が一定数になるとトップが抜けて行く場合など商形態は様々である。また新たなタイプの発生も予想されるため、組織形態からマルチ商法を把握するのは困難である。
- 加盟者は個人である場合が多いが、時として法人である場合もある。なお加盟者が法人であった場合、クーリングオフなど特商法の規制が適用されない場合がある。
- 組織に加盟している者は、契約上は商品を売る企業から独立した事業主の立場となるが、上位加盟者から誘引された他の加盟者やダウンラインなどとグループを持ち、組織的に新たな従事者を誘引する活動を行っている場合が多い。
- 現在のマルチ商法形態の中には、商品やサービスと金銭の流れは全て（もしくは大部分）主宰企業から会員直接の取引となり、紹介者、紹介された人との間での売買関係はないものも多い。
- 新規加盟者を増やすことや、加盟者及び配下の加盟者の商品購入金額によりランクアップしたり（ランク制度）、利益が増えたりする仕組みを取るところが多い。

業界団体として全国直販流通協会（直販協）、日本訪問販売協会（共にマルチ商法その他を含む訪問販売全般が対象）がある。

## 定義
「マルチ商法」という用語は正式な法律用語ではなく様々な定義が存在するが、代表的な用法は下記の通りである。
1. 連鎖販売取引のこと[10][23]（通常、この定義で用いる。多くの辞書でもこの意味で用いられている。消費生活センターもこの用法を採用している）。
2. 連鎖販売取引と、それに類似したものの総称。
3. 連鎖販売取引のうち商品を再販売するもの。
4. 連鎖販売取引とそれに類似商法のうち悪質なもの[23][24]。

また、無限連鎖講の防止に関する法律（ねずみ講防止法）によって禁止されているねずみ講と近接する部分が多く、公序良俗違反として同法の違反が認定された判決も多い。マルチ商法の中には、売買契約と金銭配当組織とを別個の契約と解し、金銭配当組織部分は実質的にはねずみ講であり公序良俗違反とされた判例もある。

## 問題点・批判
相手を「誰でも簡単に高収入が稼げる」などと勧誘して販売組織に加入させ、紹介料やマージン等の利益を得る構造となっている。1人で創業したマルチ商法組織が毎月1人ずつ新加盟者を参加させられたと仮定した場合も、32か月でほぼ全地球人口が加盟者となる計算になる。マルチ組織に誘引された人の大部分は知識の乏しい学生・主婦・若い勤労者である。マルチ商法組織と宗教カルトや自己啓発カルトには共通点があり、狙う対象や取り込まれ方も似ている。
勧誘に応じた側は、借金による自己破産、人間関係の断絶、家庭の崩壊を経験する。親がマルチ商法に関わっている「マルチ商法2世」にも影響が及ぶ。
表向き合法であるマルチ商法をうたう組織でも、違法となるねずみ講と判断された事例も多い。手法はカルト宗教と同じような勧誘である。社会心理学者の西田公昭によると、他者の夢や不安につけ込んでマルチ商法や投資の勧誘をする人々は商業カルトとも言われる。
マルチ商法は数段階下からの不労所得的な報酬（コミッション、ボーナス）を勧誘時の誘引材料にしている場合がもっぱらである。加盟者は「ダウン」と呼ばれる配下の加盟者を勧誘・加入させ、かつ一定額以上の商品購入を継続して行わなければならない。高額報酬を得るには多数の下位加盟者が必要であるため、結果として成功者はわずかな上位加盟者のみになる。「1人の会員が2人ずつ新規会員を加入させた」と仮定した場合、28世代目では日本の総人口を上回る1億3千万人(227)が必要となる。
マルチ商法は法律違反や「人間関係のしがらみ」を利用した断りにくい勧誘を行うため、国民生活センターや消費生活センターでは、マルチ商法を悪質商法であるとし、注意喚起を行っている。マルチ商法の悪印象を避けるため「ネットワークビジネス」「紹介販売」など別の呼称を使う場合があるが、商法の呼称に関わらず「連鎖販売取引」に該当している限り、同法の規制を受けることとなる。

## 規制・違法認定基準・処罰
特商法では事業者側の義務や禁止行為を規定しており、違反した会員が出た場合に事業者自体も処分することができる。特定商取引法で禁止されているのは、目的や事業者名を相手に明かさない勧誘、または商品やサービスの概要を記載した書面を渡さない勧誘などであり、これらに反したマルチ商法の勧誘は違法となっている。しかし、これらの違反者の逮捕例はなく、マルチ商法が野放し状態になっていたが、2021年11月11日に京都府でマッチングアプリ経由で知り合った相手に、勧誘目的であることを隠して勧誘行為をしたアムウェイ勧誘者らが逮捕され、マルチ商法勧誘者検挙の初事例となった。
違反時には消費者庁から法的な処罰が与えられる。連鎖販売業者「日本アムウェイ合同会社」は、社名や目的を言わない勧誘、目的を告げずに勧誘相手を密室や公衆の出入りしない場所に連れ込んだ勧誘、相手の意向を無視した一方的勧誘、契約締結前に書面を交付しない勧誘、という4種類の特商法違反が確認されたため、消費者庁によって2022年10月14日に「6カ月の取引停止」という法的処罰が与えられた。
弁護士の紀藤正樹は、アムウェイについて1997年に国民生活センターに「苦情・相談件数が4年連続で1000件を超えている」と公表され、マルチ商法という言葉を日本に広めた企業だと述べている。マルチ商法は「原則違法」であり、特定の条件（後述）を満たした場合のみ合法となっている商法であると解説している。紀藤によれば、当初の特商法は、特定負担（初期費用）が2万円以上かかるマルチ商法のみを違法としていたが、特定負担が2万円未満の悪質マルチ商法が多発したため、2000年の改正で「特定負担が1円以上のマルチ商法は、特定の条件を満たさない限りは違法」と定められた。特定の条件とは、製品名や価格、販売員の氏名、クーリングオフの告知など、必要な要件が定められた契約書の作成である。

## 連鎖販売取引など他の名称
連鎖販売取引、マルチ商法は「ネットワークマーケティング、ネットワークビジネス、MLM」などの別称で呼ばれることが多い。連鎖販売取引とマルチ商法が同義であるかという件については、各省庁や消費生活センターなどの公的機関においても見解が分かれている。
- 経済産業省や警視庁、日本司法支援センター（法テラス）[43] においては、連鎖販売取引とマルチ商法を同義で使用している。
- 独立行政法人国民生活センターでは、連鎖販売取引とマルチ商法を同義として使用していない。国民生活センターは、マルチ商法をねずみ講的販売方式全般について広く総称することを基本としている。
- 地方自治体の消費生活センターでは、マルチ商法を連鎖販売取引と同義としている場合や、ねずみ講的販売方式全般について広く総称している場合など、消費生活センターごとに違いがある。
- (連鎖販売取引企業も多数加入する)公益社団法人日本訪問販売協会では、「一般的には特定商取引法の連鎖販売取引において、法規制を守らない悪質な商行為を「マルチ商法」と呼ぶことが多い」[44] としている。

公的機関内であっても見解が一致しておらず、消費者にとってわかりづらい状況になっている。業界紙「月刊ネットワークビジネス」の2008年11月号「マンガ安心法律学校(4)/マルチ商法とねずみ講の違いって？」において、「（連鎖販売取引が）マルチ商法ではない」と告げることは「不実の告知（真実を言わない、告知しない）」という法律違反となるおそれがあると、注意を呼びかけている。また、同様の説明をしている企業もある。

## 参加者・組織の特徴

### 自己啓発セミナーとの類似性
マルチ商法（MLM）の集団は、前向きな心的態度を活用する「積極思考」（ポジティブシンキング）を信奉し教化する特殊な集団であり、成功も失敗も自分次第であるという自力信仰でもある。販売員は「積極思考」を会合やビデオ、本などを通じて学び、実践しようとする。現代人の「自分探し」欲求にアピールする魅力があり、経済的成功の夢で会社での地位が低い男性や虚無感を抱える主婦、将来に明確なビジョンを持てない若者などを惹きつけている。資本主義社会に対しては肯定的で、自己啓発セミナーとMLMは、起源が共通なことで価値観や組織の実践が似ている。ポジティブシンキングで人生がうまくいくという考え方は「動機付けの心理学」とも呼ばれ、多くの自己啓発書で見られるものである。自己啓発セミナーにおいて、集団で常識を改変するようなグループ・セラピー（集団心理療法）の場であることや、セミナー受講後に友人を勧誘するように指導されることが、社会的論争の多いカルトのような存在となる要素である。自己啓発セミナーとMLMとは、内容やマインドコントロールの手法などに類似点が多く、現在では両者の違いは曖昧になっている。MLM型の自己啓発セミナーは、受講生に新規顧客を獲得する役割を与え、彼らを集客ツールとして利用する。また、無償で働かされるなど、搾取的な側面が存在する。同様の構造は、高額の塾やカルト宗教などに対しても見られる。
日本においても、その最初期からマルチ商法と自己啓発セミナーは近い関係にあった。日本における自己啓発セミナーの元祖「ライフダイナミックス（後にアーク・インターナショナルと改名）」の取締役には「マルチ商法の教祖」である島津幸一が就任していた。自己啓発とマルチ商法の相性がよいため、自己啓発の思想をボードゲーム化したもの（『金持ち父さん 貧乏父さん』をボードゲーム化した「キャッシュフローゲーム」や「7つの習慣ボードゲーム」、ナポレオン・ヒルの自己啓発書をボードゲーム化した「アチーバス」など）を使ってマルチ商法の勧誘をする人が多く、一般的なボードゲーム会ではこのタイプのボードゲームは持ち込み禁止とされていることがほとんどである。

### 宗教的要素
社会心理学的には、宗教カルトに似た手口で販売員を勧誘する商業カルトと位置づけられ、マインドコントロールにより心理的に支配し、抜け出せない状況に追い込むと説明されている。宗教社会学的には、宗教色の濃いセラピー、心理療法や自助組織、自己啓発セミナー等を「アイデンティティ変容組織（Identity Transformation Organization, ITO）」と規定し、擬似宗教との位置づけからの研究も行われている。アメリカでは友情・奉仕・親交を中心とした「教会」になぞらえることもある。強く願うことは実現し、そのことで物質的な成功につながるという考え方は、アメリカの民衆の宗教意識「調和の宗教」に根ざしている。また、初見の人物を関係性構築や各種活動によって集団と同化させてゆく手法は、アメリカの教会伝道手法とも共通している。
カルト宗教とマルチ商法は、「集団利益の絶対優先」や、「リーダーへの絶対服従」「情報のコントロール」「外敵を作り出す」「私生活への干渉」など、多くの共通点があり、ターゲットとなる人を複数で囲い込んで「いい商品だ」と信じ込ませる手口も、いったん入ると離脱しにくいという点も似ている。本来の目的を隠して勧誘する偽装勧誘も問題になっており、全国の大学などが警戒を呼びかけている。組織の加入にあたり、自己変革させるイニシエーション的なプロセスを経ることもある。ターゲットになるのは、人生の夢や生きる意義を失いかけていたり、自意識が高く社会的に成功する「原石」だと思っている人々など、現状を変えたい志向を持つ人物で、特に「自分は特別」という優越感に陥りやすい人、陰謀論に影響されて「一般的な商品は危険なものが含まれているのに隠されている」と信じやすい人は惹き込まれるリスクが高い。マルチ商法は、スピリチュアルとも相性が良く、顧客層が重なりやすい。信奉者は、いくつかの点で宗教信者に似ていると指摘されている。彼らは会社とその製品に絶大な信頼を置いており、ポジティブ思考の力がイエスへの信仰に取って代わるセミナーやミーティングに出席する。ミーティングでは、統一教会が考案したとされる「愛の爆弾」というテクニックを使用して、新規会員を熱烈に歓迎し、特別な機会に参加することを祝福する。
2019年、MLMの被害者の代理人を務めるダグラス・ブルックス弁護士は、国際カルト学会でMLMの問題を指摘し、熱狂的なディストリビューターが高レベルのスピーカーにスタンディングオベーションを与える大規模な会議、神秘的な用語、勧誘に執拗に焦点を当てること、ポジティブシンキング、組織に時間とエネルギーを捧げる傾向などを批判した。マインドコントロールの専門家であるスティーブン・ハッサンや、反カルト活動家のグラハム・ボールドウィンは、マルチ商法のモチベーション・ミーティングをカルト・ミーティングに例えている。ハッサンは、MLMの勧誘や維持の戦略が、虚偽の表現・感情に訴えるアピール・多くの情報の不透明さに依存しており、個人の意思決定プロセスに不当な影響を与えていると指摘し、自由な意思決定のためにインフォームドコンセント（情報提供の原則）に基づいて規制を開発・施行すべきであると主張している。社会心理学者の西田公昭は、マルチ商法は「カルト宗教のようにマインドコントロールで心理的に支配し、抜け出せない状況に追い込む」「上位会員に共感して信者組織化し、営業を成り立たせている」と指摘している。また、身近な人がマルチ商法に陥った時は「頭ごなしに否定したり、怒ったり、馬鹿にするのではなく、心理的理由を理解し、自らが誤りに気づく機会を与え、自尊心を取り戻す支援が大切」と指摘している。評論家の荻上チキは、宗教2世当事者への大規模調査著書を行い、「いわゆる『カルト宗教』にハマってしまう人たちが、「カルト宗教」を脱会した後でも、陰謀論やマルチ商法、オーガニックカルトなど様々なカルトを渡り歩く傾向にあることが専門家や当事者の方々、複数から指摘されている」と述べている。宗教社会学者の塚田穂高は、マルチ商法利用者とカルト信者には「断定的な強い言葉による感情の揺さぶり」「選択肢の恣意的しぼりこみ」「正体を隠した勧誘」「周囲との関係の断絶」「活動献身にともなう自己犠牲」「今やめたら、『負け』」という「引き返せなさ」などの共通点があると指摘した。西田公昭や塚田穂高は対策として、学校教育における消費者教育を充実させ、「マルチ商法」「カルト問題」の具体的な「手口」や「典型的パターン」を広く知らせることが重要だと指摘している。
マルチ商法はカルト宗教と同様の家族被害を引き起こし、マルチ商法会員の子どもは「マルチ商法2世」「マルチ2世」と呼ばれている。商業カルトとも言われるマルチ商法の親族被害は『みんなの宗教2世問題』（晶文社、2023年）でも取り上げられている。

### 仲間意識の醸成、自己変革
マルチ商法の企業は大会を定期的に開き、成績優良者の表彰と成功談のスピーチを行うことで、勧誘のモチベーションを高める。派手なパーティーで会員を熱狂させたり、会員をステージに立たせるのは、スピリチュアル・ビジネスでも見られる手法である。熱気のある大規模イベントやミーティング、勉強会、お茶会など様々な機会を通して価値観を内面化し、自己変革が図られる。ビジネスの「成功」は人間関係の構築に依存し、友情、思いやり、その他の社会的に肯定的なイメージの認知に左右される。多くの人は、仲間を助けたいという願いに突き動かされ、ディストリビューターになることで達成感や自尊心を高め、社会的視野の拡大による心理的な後押しを受ける。セミナーや動画コンテンツでは、農薬や添加物の害など「隠された真実」を語り、自信が特別な情報を持つ人間だと錯覚させる。アクティブな会員は、ライバル企業や自分たちに否定的な人を攻撃したり、あらゆる手段を講じてプログラムと製品を擁護する。商品や組織に対する周囲の批判に際しては「無知だから」「誤解があるから」と信じて疑わなくなり、集団内でしか通じない用語を使用して帰属意識を高め、「特別なことをやっている」という思いを創造する。このようなネットワークは家族のようなコミュニティで、夢を叶えようと情熱を注ぐほど、社会との緊張を生み、さらにグループ内のつながりを強めてゆく。

### 低い成功率と社会的影響
多くの場合、小売よりも勧誘が重視され、自己のネットワークを拡大することが奨励される。製品の消費は、ディストリビューター自身の消費分がほとんどで、販売員というより愛用者のネットワークという性格が強い。平均的なアムウェイのディストリビューターは1991年に1年で約700ドル稼いだが、アムウェイ製品に年間約1000ドルを費やしていた。ディストリビューターは、自己消費以外にも会費、セミナー代など様々な費用が必要になる。一般参加者が支払うお金の大部分は、一部の上位会員の利益に回るが、多くの場合、一般勧誘開始前には上位の座がすでに決まっている。米連邦取引委員会（FTC）のウェブサイトに掲載された報告書によると、アメリカのMLM企業350社に参加した人のうち純利益を挙げられるのは全体の1％以下であり、多くのディストリビューターは無償労働をしている。一生の仕事にしようと決意し、最初に数十万円の商品を購入するが、ほとんどの人はそれを回収する前に諦め撤退している。多くの人は2年以内でアクティブなディストリビューターをやめ、新しい参入者がまとまった初期投資を行い挫折して去ることで、上位の人間が利益を得る形でこの業界は成立している。
これまでは、胴元（主催企業）だけが力を持つと考えられていたが、近年はプロ会員の力が増している。プロ会員は、多くの下部会員を紹介できる人脈を持つ会員で、マルチ商法などの組織を渡り歩いている。新しいマルチ商法組織を立ち上げる際には、彼らの取り込みが企業の成否を決定することもある。
ディストリビューターは、労働組合・医療保険・労働保険がなくても組織への忠誠心は高いという、組織としては理想的な労働力になっている。「前向きな態度が成功をもたらし、それは誰にでもできる」というメッセージが内部の不平等を隠している。勧誘活動は、「説得や相談による軋轢、義理買いの不快感、オーバートークや虚偽説明によるトラブル、自己啓発の勧めへの反発」など、社会との緊張関係をもたらしている。

## 政治家との繋がり

### 中国
2016年、ニュースキンは中国でマルチ商法を行ったとして、また中国の高官に賄賂を贈ったとして、米国の裁判所から計約4775万ドルの和解金の支払いを命じられた。2019年、アメリカ合衆国司法省（DOJ）は、ハーバライフの従業員2人を連邦海外腐敗行為防止法（FCPA）違反の共謀罪で起訴した。彼らは、販売許可を調達するため、またハーバライフに対する調査に影響を与えるために、中国の役人に賄賂を贈ったとして告発された。

### アメリカ
MLM企業は「直接販売協会（DSA）」という業界団体を通じてロビー活動に多額の資金を投じている。また、有名人を高額で雇い、信用を高めようとしている。過去にはトランプ前大統領もMLMに関わっており、2021年時点で訴訟問題になっている。アムウェイ創業者リッチ・デヴォスの息子で同社元社長のディック・デボスは、共和党全国委員会の財務委員長を務め、妻のベッツィ・デヴォスはトランプ政権時代に教育長官を務めた。

### 日本
- 2008年、民主党の前田雄吉衆院議員など複数の議員が、マルチ商法業界の政治団体から資金提供を受けていたことが明らかになった[113][114][115]。前田議員は「健全なネットワークビジネスを育てる議員連盟（2003 - 2008年）」の事務局長を務め、マルチ商法業界を擁護する発言を国会で行っていた[116]。議連には松木謙公[116]、山岡賢次[117]、牧義夫[118]、松下新平なども参加していた[116]。また、これらの事実を国会で追求する過程で、自民党の野田聖子議員も、過去にマルチ業界を擁護するかのような答弁を国会で行ったり[119]、日本アムウェイの本社で講演していたことが明らかになった[120][121][122]。さらに、Wikipedia日本語版の前田議員や議連などの記事からマルチ商法に関連する内容が衆議院内部（衆議院のIPアドレス）の編集によって削除されたことが分かった[116][123]。
- 「ジャパンライフ」は、特定商取引法と預託法違反で、消費者庁から業務停止命令を受けたが[124][125]、山口隆祥元会長が安倍晋三元首相主催の「桜を見る会」に“総理枠”で招待された際の招待状をチラシに印刷して勧誘に使っていたことが[126][127]国会で大きく取り上げられた[128][56][129][130][131]。山口元会長は、福田赳夫[132]や中曽根康弘、小渕恵三主催の「桜を見る会」にも招待されていた[133]。ジャパンライフは、政治家への献金を通じて関係を築き[134][135]、営業を続けてきたという報道もあった[136][137][138][139]。また、複数の高級官僚OBが同社の顧問などに就任していたことが報道され、国会で追及された[140][139][141]。
- 「48ホールディングス」は、消費者庁から「氏名等不明示」「不実告知」「概要書面不交付」の3点で業務停止命令を受けたが、同社の幹部も安倍首相の「桜を見る会」に出席した際の写真を勧誘に使っていた[142][143][144]。さらに、同幹部は安倍昭恵夫人の発案で山口県下関市に開設されたゲストハウス「UZUハウス（ウズハウス）」に出資し、オープニングパーティで安倍首相と撮ったツーショット写真を勧誘に利用していたことが国会で追求された[145][146][68]。
- 2023年3月、医療ベンチャー「ウィンメディックス」の社長が金融商品取引法違反の疑いで逮捕された[147][148]。この会社は、がん治療の新薬開発を謳い、がん患者や高齢者の不安につけ込んだマルチ商法の展開も指摘された[147][148][149]。社長が理事長を務める法人の役員欄には、自民党の政治家6人（林芳正外相、田村憲久元厚生労働相、河村建夫元官房長官など）の名前が顧問として掲載されていた[150][151]。社長は、講演会で「COVID-19ワクチンを打つと2年以内に99.9％が死ぬ」「自社製品による解毒が必要」「医療業界の利権を脅かす研究を進めたため、政財界とメディアがグルになってつぶしにかかっている」などの陰謀論などを用いて勧誘していた[148]。社長逮捕後も株主らの間で擁護の声が上がり、同社は商品の販売を継続している[148][149]。
- 日本維新の会の伊東信久衆議院議員は、マルチ商法業者らとの親密な関係が報じられている[152][153]。伊東議員は、同社の集会などで講演し、「商品開発者の1人」と紹介されていた[154][155]。
- マルチ商法と、オーガニック給食運動との関連が指摘されている[156][157]。省庁や自治体、議員がこれらの活動に対し、十分にチェックせずに連携や支援をおこなうことがあり、公的な「お墨付き」を与えた格好になり、その拡大を助長しているとの指摘がある[158]。

## 行政処分
- 2021年11月、マルチ商法の手法で出資者を募っていた「ジュビリーグループ」の関係者など7人が金融商品取引法違反（無登録営業）の疑いで摘発された。摘発された男女7人のうち、1人は53歳の会社役員でジュビリー側に委託されて勧誘し、2人は会社役員の指示を受けて活動していた。残りの4人は「ジュビリーグループ」の元従業員であった。7人は日本各地でセミナーを開催し、日本国外にある「ジュビリーグループ」が運営する投資ファンドに出資すれば高配当が得られると参加者に説明していた。「ジュビリーグループ」は2019年4月～2020年11月までに約650億円を集金していた[159]。首謀者とされる人物は有罪判決を受けた[160]が、被害者の1人である女子大学生が2020年10月に自殺している[161][162]。
  - 2022年9月29日、れいわ新選組の沖縄県宜野湾市議会議員・プリティ宮城ちえが「ジュビリーグループ」の金融商品に出資していたことが報じられた[163]。宮城は教師時代の教え子だった女性を「ジュビリーグループ」の関係者に紹介し[163]、女性は宮城に騙されて出資し、被害を受けたと主張している[160][164][127]。9月30日、れいわ新選組の山本太郎代表は、会見で市議の道義的背任について言及しつつも、「マルチ商法は合法[165]」「市議自身も被害者」などを理由に処分はしないと発表した[127][166][167]。山本代表はまた、「違法性、詐欺的な手法を使ってということであるならば違法になる。犯罪者扱いで、記事を出されるやり方もどうかと思う」と新聞報道を批判した[127][168]。この会見で、党側は宮城市議が複数のマルチ商法に没頭していたことを認識した上で、宜野湾市議選での公認を決定したことを認めた[127]。記者会見をみた紀藤正樹弁護士は、山本が「宮城ちえ市議も被害者」と主張したこと、「マルチ商法は合法」とマルチ業者の言い分と同じ主張をしたことを批判した[169]。
- 2021年11月11日に、アムウェイ会員登録させることが目的なのを隠し、マッチングアプリで知り合った人をマルチの勧誘に連れ出したことで、特商法違反で勧誘者らが逮捕された[36][39]。マルチ商法に関して、日本では業者に対する行政処分だけで勧誘者は野放し状況となっていたが、今回の目的を隠したアムウェイ勧誘者らが逮捕されたことで違法性にメスが入ったと指摘されている[37]。
- 2022年9月20日に「副業セミナー」を開催し、新規会員獲得で毎月約10万円報酬得られるなど初期費用約70万円を支払わせていたマルチ商法グループリーダーらが特商法違反容疑で逮捕された[170]。
- 2023年3月、マルチ商法会社3社は、不適切な勧誘で情報商材入りのタブレット端末の販売やビジネススクールの契約締結をさせたなどとして、東京都から9カ月の業務停止命令を命じられた[171][172]。しかし、翌4月には3社が共同で新会社を作って事業を続けた[173]。中小のマルチ組織は、行政処分を受けても新しい会社を作って同じ活動を続けることが多く、新たに相談件数を積み上げて調査する必要があるため、行政とのいたちごっこが続いている[173][174]。

## 関連文献
- 小池靖『セラピー文化の社会学 ネットワークビジネス・自己啓発・トラウマ』勁草書房、2007年8月。ISBN 4-3266-5329-9。
- 樋口昂央『マルチのカリスマ　ミキプルーンの真実』あっぷる出版社、2015年3月10日。ISBN 978-4-87177-328-7。
- 山田ノジル『呪われ女子に、なっていませんか? 本当は恐ろしい子宮系スピリチュアル』ベストセラーズ、2018年12月15日、11-19「第1章 子宮の声に従い、やりたい放題！子宮系女子」、127「第5章 毒素を出して健やかに デトックス」、166「第6章 自然こそ正義！人工物は悪！オーガニック」頁。ISBN 978-4584138991。
- 斎藤貴男『カルト資本主義 増補版』筑摩書房、2019年3月8日、205-238「第4章 『万能』微生物EMと世界救世教」、256「オカルトビジネスのドン『船井幸雄』」、313「ヤマギシ会ー日本のユートピア」、353-380「米国政府が売り込むアムウェイ商法」頁。ISBN 978-4480435781。
- ズュータン『妻がマルチ商法にハマって家庭崩壊した僕の話。』ポプラ社、2021年1月14日。ISBN 978-4591168424。[175][176][177][178]
- 雨宮純『あなたを陰謀論者にする言葉』フォレスト出版、2021年10月26日、3-9「まえがき 自然派でスピリチュアルなヒーラーかつ陰謀論者で、さらにはマルチ商法の販売員」、10-11「陰謀論に至るまでの近現代史裏クロニクル」、29「第1章 カウンターカルチャーとヒッピー　思想共同体が生み出した現代に通じる文化」、65「第2章 ニューエイジに繋がる潮流　スピリチュアルの先駆けである神智学」、139-141「第4章 現代社会に潜り込んでいるニューエイジ　ニューエイジの思想と繋がる民間療法」、158-163「第5章 ニューソートと自己啓発　自己啓発のベースを作った3人」、183-192「第6章 マルチ商法の思想　マルチ商法・疑似科学の親和性」、193-205「第6章 マルチ商法の思想　マルチ商法から生まれた自己啓発セミナー」、361-365「あとがき 自然派とスピリチュアルとマルチ商法と陰謀論を繋ぐもの」頁。ISBN 978-4866808130。
- 紀藤正樹『カルト宗教』アスコム、2022年12月16日、20「宗教団体に限らないカルト的な存在」、26-30「ブラック企業や自己啓発セミナー、マルチ商法との共通点」、129「奪われた財産は裁判等で返ってくるのか」頁。ISBN 978-4776212546。
- 多田文明『信じる者は、ダマされる。　元統一教会信者だから書けた「マインドコントロール」の手口』清談社Publico、2022年10月、「第4章『正体隠し』でダマす手口」「第6章 『権威』でダマす手口」頁。ISBN 978-4909979384。

### 小説
著者自らの体験を基にマルチ商法の実態を描いた小説。
- 梁石日『睡魔』幻冬舎、2001年3月1日。ISBN 978-4344000636。[179][180]
- 西尾潤『マルチの子』徳間書店、2021年6月10日。ISBN 978-4198653019。[181][182][183]

### 関連映像
- グローバルTPS物語（2001-2005年、日本）フジテレビ系列にて放送されていたバラエティ番組「はねるのトびら」にて行われていたマルチ商法を題材にしたコント。
- 『ゼロに賭ける』（2016年、アメリカ）ハーバライフが違法商法で儲けているという疑惑を調査したドキュメンタリー映画[184][185][186]。
- 『ビカミング・ア・ゴッド』（2019年、アメリカ）マルチ商法で出世しよう奮闘する主人公を描くダークコメディドラマ[187][188]
- 『ルラ･リッチ ～LuLaRoeの光と』（2021年、アメリカ）マルチ商法で告発された企業「LuLaRoe」を追うドキュメンタリー・ミニシリーズ[188][189]